# جاك إم. ويلسون
جاك إم. ويلسون (بالإنجليزية: Jack M. Wilson)‏ هو فيزيائي وشخصية أعمال وأستاذ جامعي أمريكي، ولد في 1945 في إنديانا في الولايات المتحدة.

## وصلات خارجية
- جاك إم. ويلسون على موقع إن إن دي بي (الإنجليزية)